# Артен-э-То
Арте́н-э-То (фр. Hartennes-et-Taux) — коммуна во Франции, находится в регионе Пикардия. Департамент коммуны — Эна. Входит в состав кантона Виллер-Котре. Округ коммуны — Суасон.
Код INSEE коммуны — 02372.

## Население
Население коммуны на 2010 год составляло 333 человека.
| 1962 | 1968 | 1975 | 1982 | 1990 | 1999 | 2010 |
| ---- | ---- | ---- | ---- | ---- | ---- | ---- |
| 282  | 272  | 305  | 317  | 355  | 359  | 333  |

## Экономика
В 2010 году среди 220 человек трудоспособного возраста (15—64 лет) 168 были экономически активными, 52 — неактивными (показатель активности — 76,4 %, в 1999 году было 76,7 %). Из 168 активных жителей работали 156 человек (89 мужчин и 67 женщин), безработных было 12 (4 мужчины и 8 женщин). Среди 52 неактивных 12 человек были учениками или студентами, 19 — пенсионерами, 21 были неактивными по другим причинам.